# Run with the Lions
«Run with the Lions» (з англ. Біжи з левами) — пісня литовського співака Юріюса, який представляв Литву на Євробаченні 2019 у Тель-Авіві. Музичний кліп на пісню було опубліковано на офіційному каналі Євробачення на YouTube 24 лютого 2019 року.

## Євробачення
Пісня «Run with the Lions» отримала можливість представляла Литву на Євробаченні 2019 після того, як Юріюс Векленко був обраний учасником національного відбору «Eurovizijos» dainų konkurso nacionalinė atranka. Співак переміг у фіналі конкурсу, отримавши 12 балів як від журі, так і від глядачів.
28 січня 2019 відбулося жеребкування, яке визначило, що Литва виступатиме у другому півфіналі у другій половині шоу Пісенного конкурсу Євробачення 2019. Пізніше, 2 квітня 2019 року було визначено порядкові номери країн, які встановлюють чергу виступів у півфіналах. Так, 16 травня 2019 року Юріюс виступив під 12 номером. Не зважаючи на те, що за голосуванням глядачів пісня опинилася на 8 місці з 77 балами, журі оцінили Юріуса на 16-те. У сумі Литва отримала 93 бали, що не дозволило країні кваліфікуватися до фіналу. Пісня посіла 11 місце у півфіналі, поступившися лише 1 балом представниці Данії Леонорі з піснею «Love Is Forever».

### Помилка в оголошенні балів
Однак після фіналу виявилося, що Італія надала неправильні результати телеголосування, адже виступ Литви був на 10 місці за кількістю голосів італійських глядачів у півфіналі, і Юріюс мав би отримати 1 бал, а не оголошений нуль. Якби початково були отримані правильні результати, Литва кваліфікувалася б до фіналу, адже у порівнянні з Данією має більше балів від телеглядачів, рішення яких має перевагу при однаковій кількості балів у двох країн.

## Чарти
| Чарт  | Країна | Рік  | Найвища позиція |
| ----- | ------ | ---- | --------------- |
| AGATA | LTU    | 2019 | 29              |